# Adam Gierek
Adam Gierek (ur. 17 kwietnia 1938 w Zwartbergu) – polski inżynier, nauczyciel akademicki i polityk, profesor nauk technicznych. Senator V kadencji (2001–2004), deputowany do Parlamentu Europejskiego VI, VII i VIII kadencji (2004–2019).

## Życiorys

### Rodzina
Syn Edwarda Gierka i Stanisławy z domu Jędrusik. Urodził się w prowincji Limburgia w Belgii. W 1947 przyjechał do kraju. Zamieszkał początkowo w Katowicach, a w latach 50. przeniósł się wraz z rodziną do Warszawy.

### Wykształcenie i działalność naukowa
Po zdaniu matury podjął początkowo studia na Politechnice Warszawskiej. W 1961 ukończył studia na Wydziale Mechanicznym Technologicznym Politechniki Śląskiej w Gliwicach. Następnie pracował jako asystent w Katedrze Odlewnictwa Politechniki Śląskiej. W latach 1962–1965 odbył staż aspirancki w Moskiewskiej Wyższej Szkole Samochodowo-Mechanicznej, który zakończył obroną rozprawy doktorskiej poświęconej problematyce opracowania racjonalnych podstaw projektowania automatycznych linii odlewniczych. Habilitację uzyskał w 1968 na Politechnice Śląskiej. W 1972 Rada Państwa przyznała mu tytuł profesora nadzwyczajnego, a w 1979 tytuł profesora zwyczajnego.
Od 1972 był organizatorem Instytutu Inżynierii Materiałowej na Wydziale Metalurgii Politechniki Śląskiej (wydział w Katowicach). W 1973 został członkiem korespondentem Polskiej Akademii Nauk. W latach 1970–1982 członek Stowarzyszenia Naukowo-Technicznego NOT. Został też członkiem Stowarzyszenia Inżynierów i Techników Odlewników.
W latach 1982–1989 profesor wizytujący na Uniwersytecie Technicznym w Dreźnie. Po powrocie do Polski, w latach 1989–1991, kierował Zakładem Materiałoznawstwa i Technologii Materiałów w Instytucie Inżynierii Materiałowej Politechniki Śląskiej w Gliwicach, a od 1991 kierował Katedrą Technologii Stopów Metali i Kompozytów.
Jest autorem ponad 200 publikacji naukowych oraz autorem lub współautorem ponad 80 patentów. Był dotychczas promotorem 26 zakończonych dysertacji doktorskich.

### Działalność polityczna
W wyborach parlamentarnych w 2001 wystartował jako kandydat do Senatu z ramienia Koalicyjnego Komitetu Wyborczego Sojusz Lewicy Demokratycznej – Unia Pracy (w czasie trwania kadencji został członkiem Unii Pracy). Uzyskał mandat, zdobywając 180 104 głosy (64,69% w swoim okręgu wyborczym). W wyborach w 2004 został wybrany na deputowanego do Parlamentu Europejskiego VI kadencji. Kandydował wówczas także z listy SLD–UP, otrzymując 69 168 głosów. Zasiadł w Komisji Przemysłu, Badań i Energii, z ramienia której wiosną 2007 został sprawozdawcą rezolucji Parlamentu Europejskiego w sprawie wykorzystania wiedzy w praktyce i szeroko zakrojonej strategii innowacyjnej UE.
W 2004 był wśród założycieli Ruchu Odrodzenia Gospodarczego im. Edwarda Gierka, który planował wystawić jego kandydaturę w wyborach prezydenckich w 2005, do czego ostatecznie nie doszło. Został też członkiem zarządu Społecznego Ogólnopolskiego Stowarzyszenia im. Edwarda Gierka.
W wyborach w 2009 z powodzeniem ubiegał się o reelekcję w PE (ponownie z listy SLD-UP), uzyskał 69 014 głosów. Od 2010 do 2013 był wiceprzewodniczącym Unii Pracy. Do 2016 zasiadał w radzie krajowej tej partii. W 2014 ponownie zdobył mandat eurodeputowanego, dostał wówczas 56 237 głosów. W 2019 zdecydował nie ubiegać się o reelekcję w kolejnych wyborach i zawiesił swoją działalność polityczną, motywując to podeszłym wiekiem. W Parlamencie Europejskim w trakcie wszystkich kadencji zasiadał w grupie Postępowego Sojuszu Socjalistów i Demokratów.
Autor tekstów w tygodniku „Przegląd”.

## Życie prywatne
Dwukrotnie żonaty (najpierw z Ariadną Gierek-Łapińską, następnie z Krystyną Zębalą-Gierek). Ma dwoje dzieci: córkę Stanisławę i syna Marcina.

## Odznaczenia i wyróżnienia
- Order Sztandaru Pracy II klasy
- Krzyż Kawalerski Orderu Odrodzenia Polski
- Złoty, Srebrny i Brązowy Medal „Za zasługi dla obronności kraju”
- Medal Komisji Edukacji Narodowej
- Odznaka Zasłużony dla Miasta Sosnowca (2023)[13]
- Nagroda państwowa I stopnia (zespołowa, 1972, 1976, 1980)